# Fantasztikus Négyes (televíziós sorozat, 2006)
A Fantasztikus Négyes (angolul Fantastic Four: World's Greatest Heroes, franciául Les Quatre Fantastiques) 2006-tól 2007-ig futott amerikai–francia televíziós rajzfilmsorozat, amelyet a MoonScoop Group, a Taffy Entertainment és a Marvel Comics közösen készített a Cartoon Network számára. Ez a harmadik Fantasztikus Négyes rajzfilmsorozat. Amerikában a Cartoon Network a Toonami műsorblokkjában tűzte premierre 2006. szeptember 2-án, de nyolc epizód leadása után váratlanul levette a műsorról. Később visszatért további kilenc rész erejéig, de teljes hosszában a Nicktoons adta le először a sorozatot, 2009-től.
Magyar szinkronnal a Cartoon Network mutatta be. Éjjelente sugározta a sorozatot, de csak 13 epizóddal. Később az RTL Klub is műsorra tűzte a Kölyökklubban.

## Cselekmény
„Mikor a neves tudós, Reed Richards az űrbe vitte csapatát, kozmikus sugarak kereszttüzébe kerültek. Hihetetlen erőkre tettek így szert, és ők lettek a Fantasztikus Négyes.” – hangzik el a főcímben. A sorozat New Yorkban játszódik, ahol Doktor Doom szövögeti gonosz terveit. Mr. Fantastic, Láthatatlan lány, a Lény és a Fáklya feladata szembeszállni vele, hogy megvédjék az ártatlanokat és az igazságot. Emellett a fiatalok mindennapos gondjaival is szembe kell nézniük.

## Szereplők
| Szereplő                         | Eredeti hang               | Magyar hang                                    | Magyar hang   |
| Szereplő                         | Eredeti hang               | Cartoon Network                                | RTL Klub      |
| -------------------------------- | -------------------------- | ---------------------------------------------- | ------------- |
| Reed Richards / Mr. Fantastic    | Hiro Kanagawa              | Turi Bálint                                    | Viczián Ottó  |
| Ben Grimm / A Lény               | Brian Dobson               | Szinovál Gyula                                 |               |
| Johnny Storm / A Fáklya          | Christopher Jacot          | Markovics Tamás                                | Szabó Máté    |
| Susan Storm / A Láthatatlan Lány | Lara Gilchrist             | Törtei Tünde                                   |               |
| H.E.R.B.I.E.                     | Samuel Vincent             | Szokol Péter                                   |               |
| Victor von Doom / Doktor Fátum   | Paul Dobson                | Sótonyi Gábor                                  | Vass Gábor    |
| Alicia Masters                   | Sunita Prasat              |                                                |               |
| Namor                            | Michael Adamthwaite        | Haagen Imre                                    |               |
| Jennifer Walters / Amazon        | Stephanie Brillon          | Szőlőskei Tímea                                |               |
| Dr. Bruce Banner / Hulk          | Andrew Kavadas/Mark Gibbon | Maday Gábor                                    |               |
| Tony Stark / Vasember            | David Kaye                 | Bolla Róbert                                   | Fekete Zoltán |
| Henry Pym / Hangya Ember         | John Payne                 | Bordás János                                   |               |
| Peter Parker / Pókember          | Samuel Vincent             | Renácz Zoltán                                  |               |
| Legfelsőbb Intelligencia         | John Novak                 | Varga Rókus                                    |               |
| Ronan, a Vádló                   | Michael Dobson             | Papucsek Vilmos                                |               |
| Diablo                           | Trevor Devall              | Dányi Krisztián                                |               |
| A Vakond                         | Paul Dobson                | Bácskai János (1. hang) Pethes Csaba (2. hang) |               |
| Képtelen Ember                   | Terry Klassen              | Kassai Károly                                  |               |
| A Bábos                          | Alvin Sanders              | Uri István                                     |               |
| Bentley Wittman / A Varázsló     | Jonathan Holmes            | Megyeri János                                  |               |
| Ulysses Klaw / Klaw              | Andrew Francis             | Bácskai János                                  |               |
| Peter Petruski / Csapdász        | Samuel Vincent             | Haagen Imre                                    |               |
| Annihilus                        | Scott McNeil               | Presits Tamás                                  |               |
| Kl'rt parancsnok / Super-Skrull  | Mark Oliver                | Várday Zoltán                                  |               |
| Lucia von Bardas                 | Venus Terzo                | Németh Kriszta                                 |               |
| Terminus                         | Lee Tockar                 | Varga Rókus                                    |               |
| Nagymester                       | French Tickner             | Szokolay Ottó                                  |               |
| Attuma                           |                            | Garamszegi Gábor                               |               |
| Pratt ügynök                     | Brian Drummond             | Bordás János                                   |               |
| Henry Peter Gyrich               | Don Brown                  | Gardi Tamás                                    |               |
| Courtney Bonner-Davis            | Laura Drummond             | Bókai Mária                                    |               |
| Mrs. Monet                       |                            | Kassai Ilona                                   |               |
| Bartleby                         |                            | Albert Gábor                                   |               |
| Willie Lumpkin                   | Colin Murdock              | Rudas István                                   |               |
| Rupert                           | Peter New                  | Előd Álmos                                     |               |

## Magyar változat
A szinkront a Turner Broadcasting System megbízásából a Masterfilm Digital készítette.
- Magyar szöveg: Lovász Ágnes
- Hangmérnök: Házi Sándor
- Vágó: Fogarasi Hunor
- Gyártásvezető: Németh Tamás
- Szinkronrendező: Vági Tibor
- Felolvasó: Bozai József

## Epizódok
| Évad | Évad | Részek száma | Részek száma | Eredeti sugárzás    | Eredeti sugárzás  | Magyar sugárzás  | Magyar sugárzás    |
| Évad | Évad | Részek száma | Részek száma | Évadbemutató        | Évadzáró          | Évadbemutató     | Évadzáró           |
| ---- | ---- | ------------ | ------------ | ------------------- | ----------------- | ---------------- | ------------------ |
|      | 1.   | 26           | 26           | 2006. szeptember 2. | 2007. október 20. | 2007. október 1. | 2007. november 17. |

| #   | Magyar cím                  | Angol cím                           | Író                                          | Magyar bemutató    | Eredeti bemutató     |
| --- | --------------------------- | ----------------------------------- | -------------------------------------------- | ------------------ | -------------------- |
| 1.  | A per                       | Trial by Fire                       | Bob Forward                                  | 2007. október 1.   | 2006. szeptember 2.  |
| 2.  | Helycserés támadás          | Doomed                              | Rob Loos, George Taweel                      | 2007. október 2.   | 2006. szeptember 9.  |
| 3.  | A végítélet napja           | Doomsday                            | Christopher Yost                             | 2007. október 3.   | 2006. szeptember 16. |
| 4.  | A Hulk                      | Hard Knocks                         | Joshua Fine                                  | 2007. október 4.   | 2006. szeptember 23. |
| 5.  | Szomszédom a Skrull         | My Neighbor Was a Skrull            | Joseph Kelly, Craig Kyle, Christopher Yost   | 2007. október 5.   | 2006. szeptember 30. |
| 6.  | A világ legkisebb hősei     | World’s Tiniest Superheroes         | Joshua Fine, Craig Kyle, Christopher Yost    | 2007. október 8.   | 2006. október 21.    |
| 7.  | Vissza negatívba            | Zoned out                           | Bob Forward, Craig Kyle, Christopher Yost    | 2007. október 9.   | 2006. október 28.    |
| 8.  | Imperious Rex               | Imperious Rex                       | Len Uhley, Craig Kyle, Christopher Yost      | 2007. október 10.  | 2007. június 9.      |
| 9.  | A Bábos                     | Puppet Master                       | Joseph Kelly, Rob Loos, George Taweel        | 2007. október 11.  | 2007. június 16.     |
| 10. | Képtelenség                 | Impossible                          | Rob Loos, George Taweel, Craig Kyle, C. Yost | 2007. október 12.  | 2007. június 23.     |
| 11. | Szerepcsere                 | Bait & Switch                       | Bob Forward, Craig Kyle, Christopher Yost    | 2007. október 15.  | 2007. június 30.     |
| 12. | Megsemmisülés               | Annihilation                        | Christopher Yost, Craig Kyle                 | 2007. október 16.  | 2007. július 14      |
| 13. | Vakondtúrás                 | De-Mole-Ition                       | Bob Forward, Craig Kyle, Christopher Yost    | 2007. október 17.  | 2006. november 4.    |
| 14. | A Skrullok bosszúja         | Revenge of the Skrulls              | Bob Forward, Craig Kyle, Christopher Yost    | 2007. október 18.  | 2007. augusztus 11.  |
| 15. | Madzagon rángatva           | Strings                             | Joshua Fine, Craig Kyle, Christopher Yost    | 2007. október 19.  | 2007. augusztus 25.  |
| 16. | A rémes négyes              | Frightful                           | Len Uhley                                    | 2007. október 22.  | 2007. augusztus 18.  |
| 17. | Újra itt a vég              | Doomsday Plus One                   | Bob Forward                                  | 2007. október 23.  | 2007. április 27.    |
| 18. | Az ellenszer                | The Cure                            | Dan Slott, Christopher Yost                  | 2007. október 24.  | 2007. június 9.      |
| 19. | Az időcsapda                | Out of Time                         | Joshua Fine                                  | 2007. október 25.  | 2007. szeptember 15. |
| 20. | Atlantisz támadása          | Atlantis Attacks!                   | Bob Forward, Craig Kyle, Christopher Yost    | 2007. október 26.  | 2007. szeptember 1.  |
| 21. | Páncélok                    | Shell Games                         | Rob Hoegee                                   | 2007. október 29.  | 2007. október 6.     |
| 22. | Johnny Storm és a tűz itala | Johnny Storm and the Potion Of Fire | Len Uhley, Craig Kyle, Christopher Yost      | 2007. október 30.  | 2007. október 13.    |
| 23. | Bajnokok csatája            | Contest of Champions                | Joshua Fine                                  | 2007. október 31.  | 2007. október 20.    |
| 24. | Fátum szava törvény         | Doom’s Word Is Law                  | Paul Giacoppo, Craig Kyle                    | 2007. november 1.  | 2010. február 24.    |
| 25. | Vakond világa               | Molehattan                          | Avi Arad, Chris Hicks, Francis Lombard       | 2007. november 17. | 2009. szeptember 4.  |
| 26. | A pusztító                  | Scavenger Hunt                      | Christopher Yost, Craig Kyle                 | 2007. november 17. | 2010. február 25.    |